# 弗里曼銀行大廈

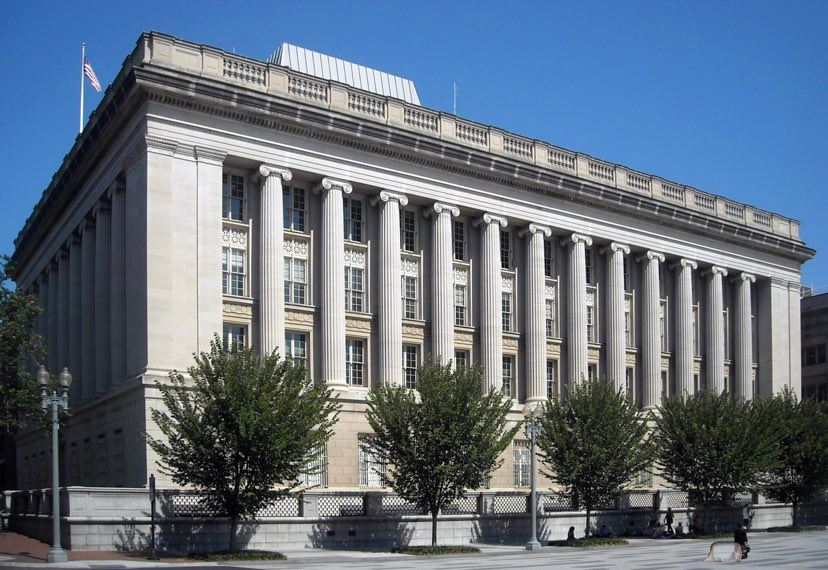

弗里曼銀行大廈（Freedman's Bank Building），舊名財政部附屬大廈（Treasury Annex），是美國首都華盛頓哥倫比亞特區的一棟歷史建築，位於拉法葉廣場東側，和財政部大樓對街相望。現在的建築是這裡的第三代建築，竣工於1919年。弗里曼銀行大廈入選美國国家历史地标。

## 外部連結
- FreedmansBank.org